# Haller-kastély (Marosugra)
A marosugrai Haller-kastély műemlék épület Romániában, Maros megyében. A romániai műemlékek jegyzékében az  MS-II-m-A-15737 sorszámon szerepel.